# Palazzo Schaezler
Il palazzo Schaezler è una delle più prestigiose residenze nobiliari della città di Augusta, in Baviera. Si trova nella centralissima Maximilianstraße, edificato per volere del banchiere Benedikt Adam Freiherr von Liebert, Edler von Liebenhofen. La facciata principale, di appena 19 metri, è sensibilmente più piccola di quella laterale che dà su Katharinengasse, di ben 107 metri di lunghezza. Oggi vi sono ospitate le Kunstsammlungen und Museen Augsburg, (Collezioni Civiche d'Arte/Musei Civici), con accesso alla Staatsgalerie (Galleria Statale) nell'ex Chiesa di Santa Caterina.

## Storia e descrizione

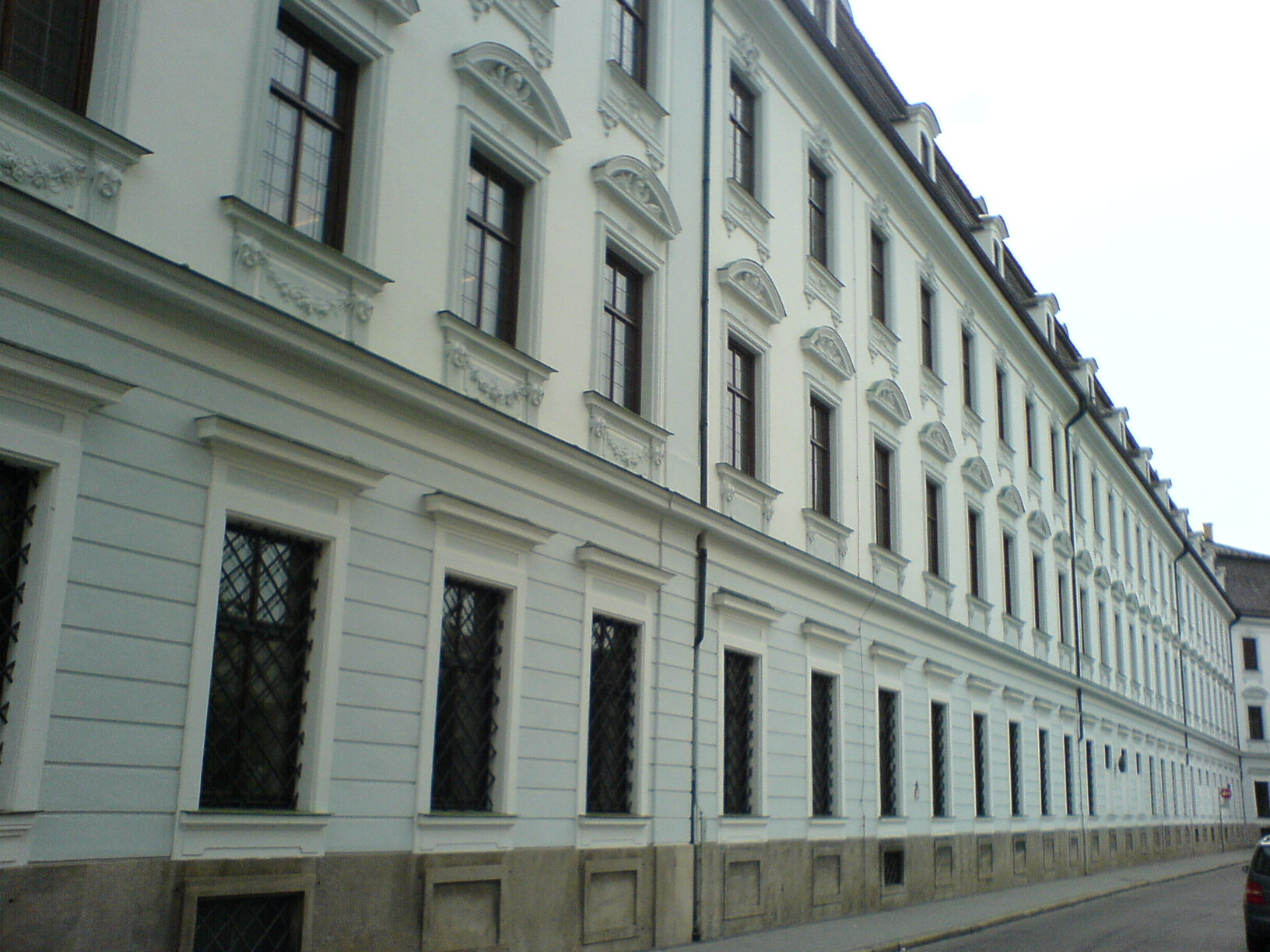
La lunga facciata su Katharinengasse

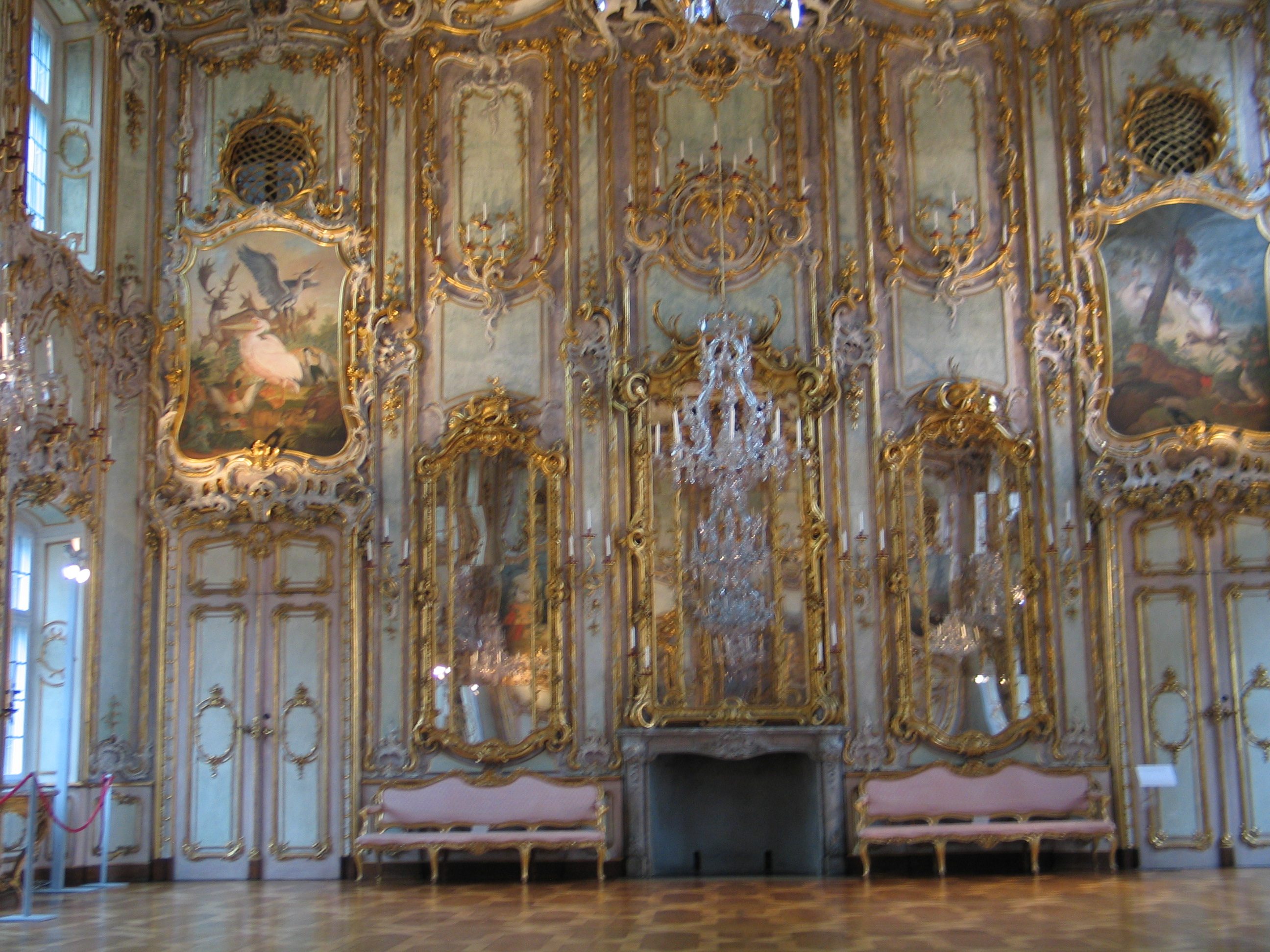
il magnifico Salone da Ballo, in stile rococò.

Già nel 1346 è menzionato un edificio in questa posizione. Nel 1497 viene acquistato, per volere del Consiglio Imperiale, da Philipp Adler e ristrutturato dal 1499 al fine di ospitare le prime sedute della Dieta di Augusta presieduta dall'imperatore Massimiliano I. Dopo la morte di Adler, la casa divenne proprietà della figlia Anna, che sposò Franz Welser e diede luce alla figlia Philippine Welser nel 1527. In seguito l'edificio passa in proprietà di diverse famiglie locali, dai Welser, ai Rehlingen, ai Sulzer e agli Stetten.
Nel 1764 il banchiere Benedikt Adam Freiherr von Liebert acquista la dimora da David von Stetten per il figlio Johann Adam Liebert, cresciuto come "Edler von Liebenhofen", della nobiltà ereditaria imperiale e del patriziato di Augusta. Nel 1765 venne commissionata la costruzione di un nuovo palazzo a Karl Albert von Lespilliez, architetto di corte a Monaco di Baviera. Questo edificio venne eretto in stile rococò in quattro anni e mezzo. Erano curati soprattutto gli interni, dove stupisce soprattutto il magnifico Salone da Ballo a stucchi bianco e oro su fondo verde chiaro e rosa, una delle più belle creazioni del Rococò. Le boiserie riccamente scolpite sono di Placidus Verhelst e i sontuosi stucchi, eseguiti nello stesso anno, sono del grande Maestro stuccatore Franz Xaver Feuchtmayer il Giovane, della Scuola di Wessobrunn. Gli affreschi del soffitto con il tema del Commercio mondiale e Mercurio, vennero realizzati nel 1767 da Gregorio Guglielmi, che decorò anche lo scalone del palazzo.
L'inaugurazione ufficiale avvenne il 28 aprile 1770 alla presenza della giovane Maria Antonietta, promessa sposa all'allora delfino Luigi XVI di Francia. Infatti, all'età di 14 anni, durante il viaggio nuziale alla volta di Versailles, fece una sosta ad Augusta.
Con il matrimonio della figlia di Johann Adam Liebert, Marianna Barbara, con il barone di Ansbach Johann Lorenz Schaezler, il palazzo passa di proprietà alla famiglia Schaezler, che lo terrà per quattro generazioni, fino a quando, il 4 ottobre 1958, Wolfgang Freiherr von Schaezler lo cederà al Comune di Augusta. Sopravvisse alla guerra senza gravi danni e venne restaurato tra il 2004 e il 2006.

## Le collezioni

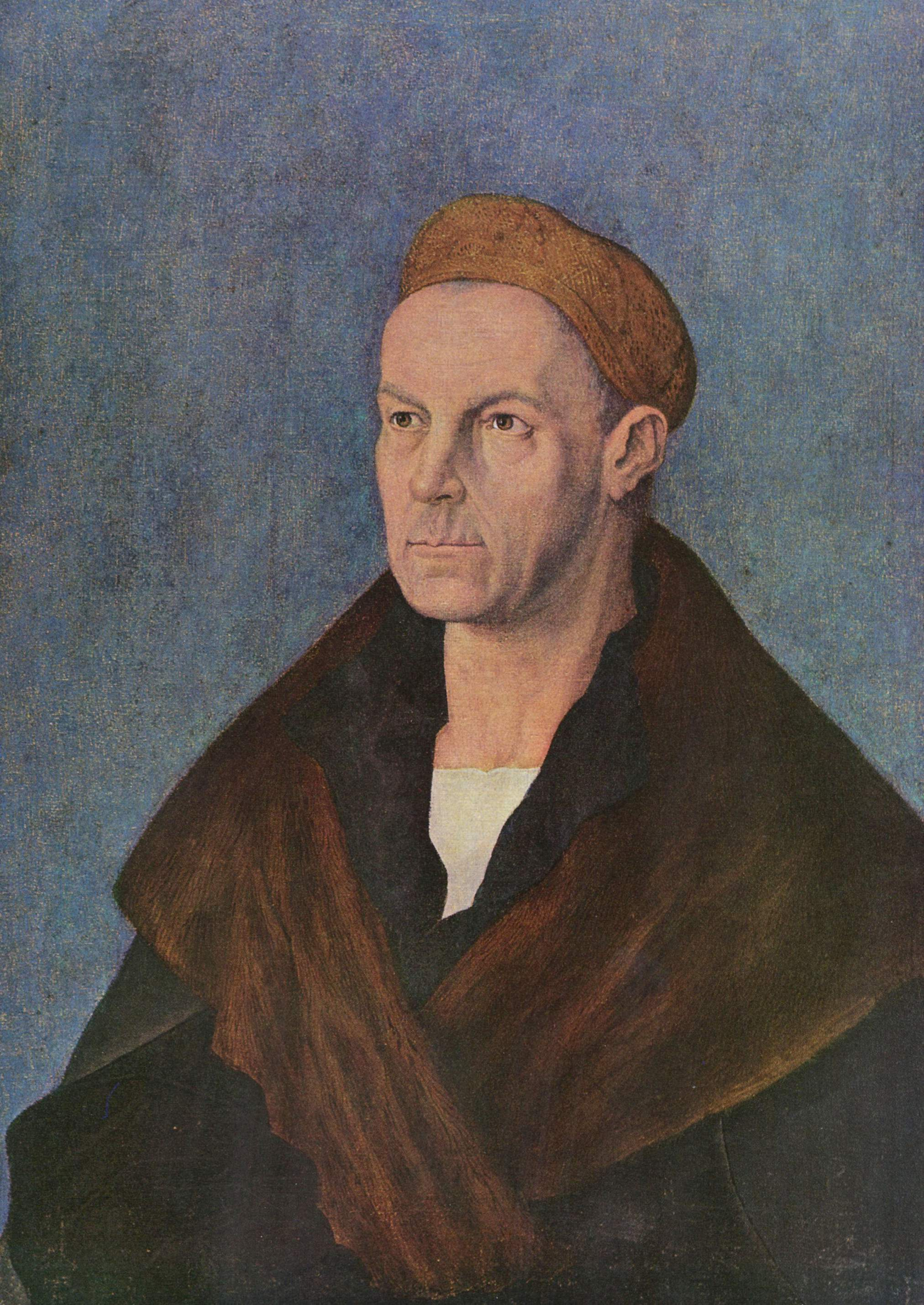
Il Ritratto di Jakob Fugger il Ricco di Albrecht Dürer

Il palazzo ospita diversi musei al suo interno, collegato all'adiacente Convento di Santa Caterina, prima sede temporanea per le collezioni cittadine. 
- Deutsche Barockgalerie. La "Galleria del Barocco tedesco", si trova al primo piano ed è dedicata soprattutto alla pittura meridionale tedesca del XVII e XVIII secolo.
- Karl und Magdalene Haberstock-Stiftung. La "Fondazione Karl e Magdalene Haberstock", al secondo piano, raccoglie dipinti di grandi artisti come Paolo Veronese e Canaletto e soprattutto i grandi del barocco quali Antoon Van Dyck e Giovanni Battista Tiepolo.
- Staatsgalerie Altdeutsche Meister. La "Galleria di Stato dei vecchi Maestri tedeschi", sita nello spazio dell'ex Monastero di Santa Caterina, comprende dipinti provenienti da Augusta, dalla Germania meridionale e della Svevia, oltre a opere dei maestri del XV e XVI Century compreso il famoso Ritratto di Jakob Fugger il Ricco di Albrecht Dürer.
- Neue Galerie. La "Galleria Nuova", con sede nell'adiacente Höhmannhaus, ospita opere di artisti contemporanei, inaugurata nel maggio 2006.